# Chủ nghĩa kinh nghiệm
Chủ nghĩa kinh nghiệm hay chủ nghĩa duy nghiệm (tiếng Anh: Empiricism) là một khuynh hướng lý thuyết về tri thức triết học với đặc điểm nhấn mạnh vai trò của trải nghiệm. Trải nghiệm có thể được hiểu là bao gồm tất cả các nội dung của ý thức hoặc nó có thể được giới hạn trong dữ liệu của các giác quan mà thôi.
Chủ nghĩa kinh nghiệm nhấn mạnh đến các khía cạnh của tri thức khoa học có quan hệ chặt chẽ với trải nghiệm, đặc biệt khi được tạo ra qua các sắp đặt thử nghiệm có chủ ý. Một yêu cầu căn bản của phương pháp khoa học là tất cả các giả thuyết và lý thuyết đều phải được kiểm nghiệm bằng các quan sát về thế giới tự nhiên thay vì chỉ dựa trên lập luận tiên nghiệm, trực giác, hay mặc khải. Do đó, về bản chất, khoa học được xem là theo lối kinh nghiệm một cách có phương pháp.

## Tổng quan về chủ nghĩa kinh nghiệm trong triết học
Học thuyết đầu tiên về chủ nghĩa kinh nghiệm được phát biểu một cách tường minh bởi John Locke vào thế kỷ XVII. Locke cho rằng tâm thức là một tabula rasa (tấm bảng sạch) trước khi các trải nghiệm lưu dấu vết của mình lên đó. Chủ nghĩa kinh nghiệm như của Locke phủ nhận rằng con người có các ý niệm bẩm sinh hay cái gì đó nhận biết được mà không phải tham chiếu tới trải nghiệm.
Chủ nghĩa kinh nghiệm không cho rằng ta có được các tri thức kinh nghiệm một cách tự động. Thay vào đó, theo quan điểm của các nhà kinh nghiệm chủ nghĩa, để cho một tri thức bất kỳ có thể được suy luận hoặc suy diễn một cách đúng đắn, tri thức đó phải bắt nguồn từ trải nghiệm giác quan của ta. Về mặt lịch sử, chủ nghĩa kinh nghiệm triết học thường được đặt đối lập với trường phái tư tưởng được gọi là "chủ nghĩa duy lý", trường phái này khẳng định rằng nhiều tri thức có thể quy cho lý tính một cách độc lập với các giác quan. Tuy nhiên, ngày nay, sự đối lập này được xem là một sự đơn giản hóa quá mức về các vấn đề có liên quan, vì các nhà duy lý lục địa quan trọng (Descartes, Spinoza và Leibniz) cũng đã ủng hộ các "phương pháp khoa học" theo lối kinh nghiệm vào thời của họ. Hơn nữa, về phần mình, Locke cho rằng có một số tri thức (chẳng hạn tri thức về sự tồn tại của Chúa trời) chỉ có thể đạt được bằng trực giác và lập luận mà thôi.
Một số triết gia quan trọng được cho là có quan hệ với chủ nghĩa kinh nghiệm bao gồm Aristotle, Thomas Aquinas, Francis Bacon, Thomas Hobbes, John Locke, George Berkeley, David Hume, và John Stuart Mill.

## Lịch sử

### Các hình thức sơ khởi của chủ nghĩa kinh nghiệm
Các hình thức sơ khởi của chủ nghĩa kinh nghiệm bao gồm các công trình nghiên cứu về nhận thức luận của một số nhà triết học, trong đó có Aristotle, Thomas Aquinas và Roger Bacon.
Có lẽ các nhà triết học kinh nghiệm đầu tiên của triết học phương Tây là các Sophist (Ngụy Biện Gia)
```
[
4
]
 (khoảng thế kỷ 2 trước CN), họ đã phủ nhận các suy đoán duy lý về bản chất của thế giới (mà đã rất phổ biến trong các vị tiền bối của họ) để tập trung vào "những thực thể tương đối cụ thể hơn chẳng hạn như con người và xã hội".
[
5
]
[
6
]
 Các Ngụy Biện Gia đã viện đến các luận cứ hoài nghi ngữ nghĩa, sử dụng các ví dụ mà người khác có thể dễ dàng thấy được để làm suy yếu các tuyên bố của lý tính thuần túy.
```

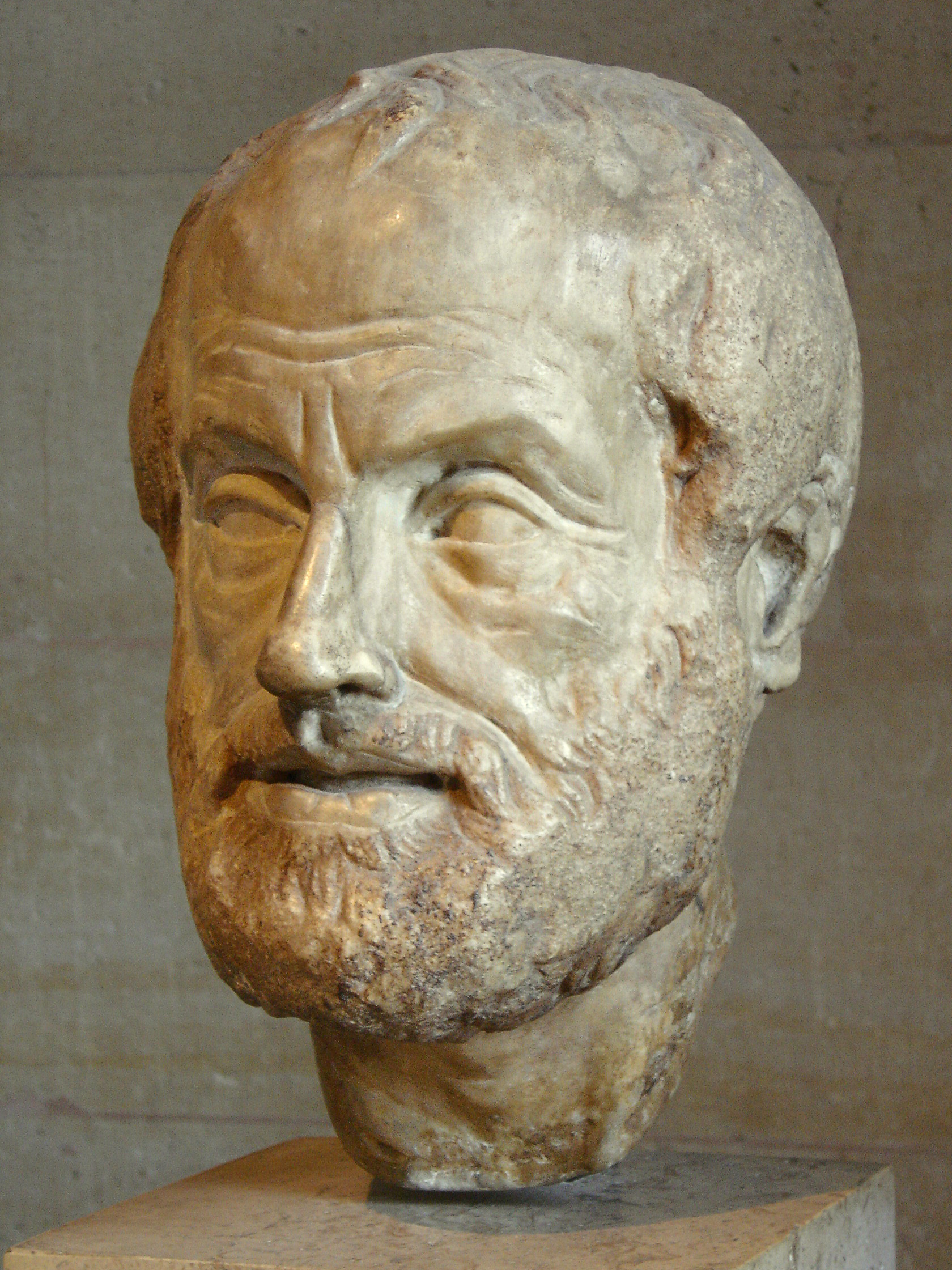
Aristotle đã nhấn mạnh tầm quan trọng của việc quy nạp dựa trên kinh nghiệm.

Khoảng một thế kỷ sau đó, phản ứng chống lại cách tiếp cận duy lý và hết sức suy đoán của Plato (427–347 TCN), trong những năm cuối đời, Aristotle (384–322 TCN) đã nhấn mạnh tầm quan trọng của những gì các giác quan thu nhận được, nghĩa là nhấn mạnh vào các quan sát hậu nghiệm. Aristotle dùng thuật ngữ triết học tự nhiên để gọi nhiệm vụ tìm hiểu thế giới tự nhiên, sử dụng cái mà sau này đã được biết với tên lập luận quy nạp (inductive reasoning) để đi đến các phạm trù và nguyên lý dựa trên dữ liệu giác quan. Cách tiếp cận này đã đối ngược sâu sắc với lý thuyết hình thức của Plato - lý thuyết phụ thuộc rất lớn vào các giả thuyết tiên nghiệm (xem chú thích trên). Trong các thời kỳ "giữa" và "sau" của mình, Aristotle ngày càng không đồng ý với các quan niệm của Plato và phát triển một sự kỳ vọng ngày càng chặt chẽ về các khẳng định tường minh bằng thực nghiệm cho tất cả các kết luận từ quy nạp. Aristotle còn khẳng định nguyên lý cốt lõi của chủ nghĩa kinh nghiệm rằng tri thức của con người về thực tại được đặt nền móng bằng trải nghiệm từ các giác quan.
Một thế hệ sau Aristotle, cả các nhà triết học Khắc kỷ (Stoic) và Hưởng lạc (Epicurean) đều thiết lập các giải thích tường minh hơn theo kiểu kinh nghiệm về sự hình thành của các ý niệm và khái niệm. Đi trước Locke hàng nghìn năm, các nhà triết học khắc kỷ tuyên bố rằng tâm thức con người là một tấm bảng trắng trơn mà sau đó sẽ được xếp đầy các ý niệm từ các tri giác giác quan. Tuy nhiên, họ còn khẳng định rằng có một số "khái niệm chung" nhất định có sẵn trong tâm thức của tất cả mọi người một cách tiên nghiệm. Các nhà triết học theo thuyết hưởng lạc có một quan điểm hậu nghiệm kiểu kinh nghiệm chủ nghĩa còn mạnh hơn nữa. Đối với họ, các khái niệm thần kinh là các hình ảnh ký ức hoặc các bản sao của các trải nghiệm giác quan trước đó, và các cảm giác luôn luôn là các bằng chứng tốt về các nguyên nhân của các cảm giác đó. 
Trong các nhà triết học kinh viện, Thomas Aquinas thu nhận từ Aristotle tiên đề triết học nổi tiếng: "Không có gì trong trí tuệ mà nó không đến đầu tiên từ các giác quan". Aquinas lý luận rằng sự tồn tại của Chúa trời có thể được chứng minh bằng lập luận từ dữ liệu giác quan. Ông sử dụng một biến thể của khái niệm của Aristotle về "trí tuệ chủ động" (active intellect) mà ông giải nghĩa là khả năng trừu tượng hóa ý nghĩa phổ quát từ dữ liệu kinh nghiệm cụ thể.

### Chủ nghĩa kinh nghiệm Anh
Các khái niệm sơ khởi về sự tồn tại của "các ý niệm bẩm sinh" đã là chủ đề của cuộc tranh luận giữa các nhà duy lý lục địa và các nhà kinh nghiệm chủ nghĩa Anh trong suốt thời gian từ thế kỷ 17 đến cuối thế kỷ 18. John Locke, George Berkeley, và David Hume đã là những người diễn giải chính của chủ nghĩa kinh nghiệm.
Phản ứng lại "chủ nghĩa duy lý" lục địa mà người bảo vệ xuất chúng nhất là René Descartes (một cách tiếp cận triết học mà không nên nhầm lẫn với chủ nghĩa duy lý nói chung), John Locke (1632-1704), trong cuốn Luận về hiểu biết của con người (An Essay Concerning Human Understanding) năm 1689, đã đề xuất một quan điểm mới mẻ và có tầm ảnh hưởng rất lớn, trong đó nói rằng tri thức duy nhất mà con người có thể có là tri thức hậu nghiệm, nghĩa là dựa trên các trải nghiệm. Người ta ghi nhận Locke với khẳng định của ông rằng tâm thức con người là một tabula rasa, một "cái bảng trống trơn", trong lời của Locke là "trang giấy trắng," mà viết trên đó là các trải nghiệm rút ra từ các ấn tượng giác quan khi cuộc đời của một con người tiến triển. Có hai nguồn cho các ý niệm của chúng ta: cảm giác và suy tưởng. Trong cả hai trường hợp, ông phân biệt giữa các ý niệm đơn và các ý niệm phức. Các ý niệm đơn không thể phân tích được, và được phân ra thành các tính chất sơ cấp và thứ cấp. Các ý niệm phức là kết hợp của các ý niệm đơn giản hơn và được chia thành các chất, các dạng thức và các quan hệ. Theo Locke, tri thức của ta về sự vật là một tri giác về các ý niệm hợp nhau hay không hợp nhau, điều này rất khác với câu hỏi của Descartes về tính xác tín.

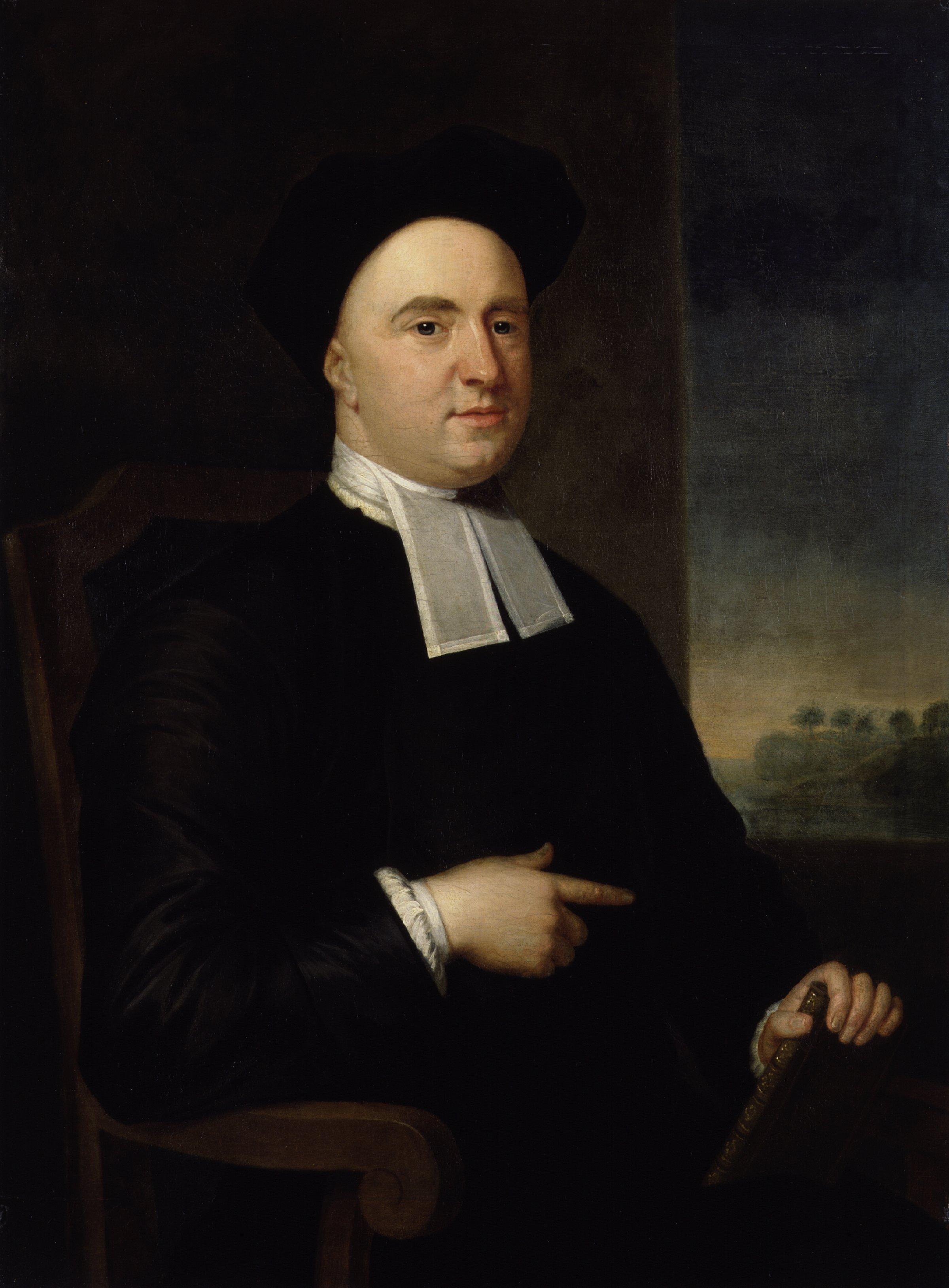
Giám mục George Berkeley

Một thế hệ sau, giám mục người Ireland George Berkeley (1685-1753) xác định rằng quan niệm của Locke đã mở ngay một cánh cửa mà cuối cùng sẽ dẫn tới chủ nghĩa vô thần. Để phản ứng lại Locke, trong cuốn "Luận về các nguyên lý của tri thức con người" (Treatise Concerning the Principles of Human Knowledge) năm 1710, ông đã đề xuất một hình thức khác rất cực đoan của chủ nghĩa kinh nghiệm, trong đó sự vật chỉ tồn tại do chúng đang được tri giác hoặc bởi thực tế rằng chúng là các thực thể đang thực hiện việc tri giác. (Đối với Berkeley, Chúa trời thực hiện công việc tri giác giúp con người mỗi khi con người không ở quanh một sự vật để làm việc đó. Nhờ đó mà sự vật có thể tồn tại mà không cần lúc nào có người đang nhìn/nghe/ngửi/sờ thấy nó.) Trong tác phẩm Alciphron, Berkeley đã khẳng định rằng bất cứ trật tự nào mà con người có thể nhìn thấy trong thiên nhiên đều là ngôn ngữ hay chữ viết tay của Chúa trời. Sau này, cách tiếp cận của Berkeley đối với chủ nghĩa kinh nghiệm đã được gọi là chủ nghĩa duy tâm chủ quan.
Nhà triết học người Scotland David Hume (1711-1776) đã bổ sung vào quan điểm của chủ nghĩa kinh nghiệm một chủ nghĩa hoài nghi cực đoan mà ông đem đến để chống lại các luận cứ và phản luận đã được chất đống lại của các nhà triết học khác, trong đó có Descartes, Locke và Berkeley.
Hume lý luận trên quan điểm gìn giữ quan niệm kinh nghiệm chủ nghĩa rằng mọi tri thức đều bắt nguồn từ trải nghiệm giác quan. Cụ thể, ông phân chia tất cả các tri thức của con người thành hai loại: các quan hệ của ý niệm và sự kiện thực tế. Các mệnh đề toán học và lôgic (chẳng hạn, "bình phương cạnh huyền bằng tổng bình phương hai cạnh góc vuông") là các ví dụ của các quan hệ của ý niệm, còn các mệnh đề có liên quan đến quan sát nào đó về thế giới (chẳng hạn, "ngày mai mặt trời sẽ mọc") là các ví dụ của sự kiện thực tế. Lần lượt, tất cả các "ý niệm" của một người được rút ra từ các "ấn tượng" của người đó. Đối với Hume, một "ấn tượng" gần như tương ứng với cái mà ta gọi là một cảm giác. Khi ghi nhớ hoặc hình dung các ấn tượng như vậy là khi ta có một "ý niệm". Do đó, ý niệm là bản sao mờ nhạt của cảm giác.

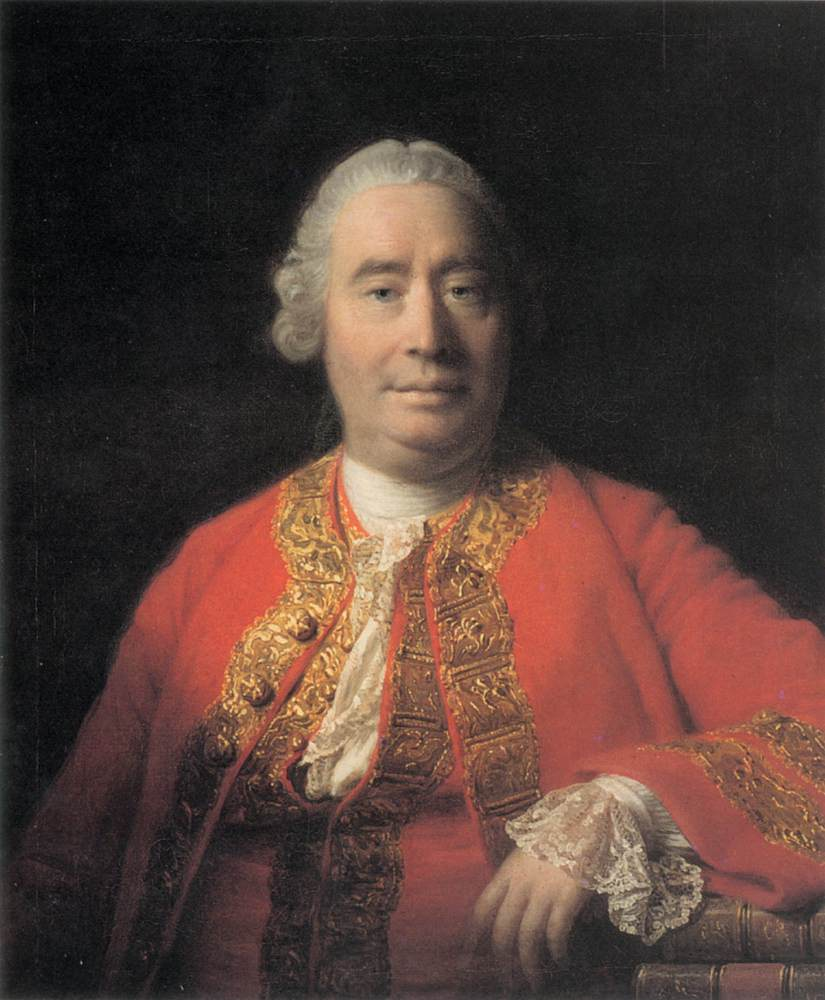
Chủ nghĩa kinh nghiệm của David Hume đã dẫn đến nhiều trường phái triết học

Qua các luận cứ hoài nghi (các luận cứ này đã trở nên nổi tiếng bởi lôgic khó quên của chúng), Hume đã khẳng định rằng tất cả các tri thức, ngay cả các niềm tin cơ bản nhất về thế giới tự nhiên, không thể được thiết lập một cách chắc chắn bởi lý tính. Thay vào đó, ông khẳng định rằng, các niềm tin của ta chẳng qua là kết quả của các thói quen tích lũy, chúng được phát triển để đáp ứng với các trải nghiệm giác quan được tích lũy. Bên cạnh nhiều luận cứ của mình, Hume còn bổ sung một thiên kiến quan trọng cho cuộc tranh luận về phương pháp khoa học — đó là vấn đề quy nạp. Hume lý luận rằng ta cần đến lập luận quy nạp để đi đến các tiền đề cho nguyên lý của lập luận quy nạp, và do đó sự biện minh cho lập luận quy nạp là một luận cứ vòng tròn. Một trong các kết luận của Hume về vấn đề quy nạp là: không có sự chắc chắn rằng tương lai sẽ giống quá khứ. Do đó, một ví dụ của Hume, ta không thể dùng lập luận quy nạp để biết chắc chắn rằng mặt trời sẽ tiếp tục mọc ở phía Đông, mà thay vào đó, ta trông đợi nó sẽ như vậy bởi vì trong quá khứ nó đã liên tục như vậy.
Hume kết luận rằng những thứ như niềm tin vào một thế giới bên ngoài và niềm tin vào sự tồn tại của bản thân không thể được chứng minh bằng lý luận. Theo Hume, những niềm tin này tuy vậy vẫn được chấp nhận vì chúng có cơ sở vững chắc trong trực quan và truyền thống. Tuy nhiên, di sản trường tồn của Hume là mối nghi ngờ mà các luận cứ hoài nghi của ông phủ lên tính hợp lệ của lập luận quy nạp, nó cho nhiều người hoài nghi sau ông mối nghi ngờ tương tự.

### Hiện tượng luận
Đa số những người theo học thuyết của Hume đã không đồng ý với kết luận của ông rằng niềm tin vào một thế giới bên ngoài về mặt lý tính là không thể chứng minh được (rationally unjustifiable), họ khẳng định rằng các nguyên lý của chính Hume đã ngầm chứa đựng chứng minh hợp lý cho một niềm tin như thế, nghĩa là vượt ra khỏi sự hài lòng với việc để cho vấn đề dựa trên trực quan, thói quen và truyền thống của con người. Theo một học thuyết kinh nghiệm chủ nghĩa cực đoan được gọi là Hiện tượng luận, được dọn đường bởi các luận cứ của cả Hume và George Berkeley, một đối tượng vật lý là một dạng cấu trúc tạo bởi các trải nghiệm của ta. Hiện tượng luận là quan niệm rằng các đối tượng, tính chất, sự kiện vật lý (bất cứ thứ gì vật lý) đều suy giản được về các đối tượng, tính chất, sự kiện tâm thần. Cuối cùng, chỉ có các đối tượng, tính chất, sự kiện tâm thần tồn tại — từ đó dẫn đến thuật ngữ có quan hệ chặt chẽ chủ nghĩa duy tâm chủ quan. Theo dòng tư duy hiện tượng luận, có một trải nghiệm hình ảnh về một vật vật lý có thật là có một trải nghiệm thuộc một kiểu nhóm trải nhiệm nhất định. Loại tập hợp các trải nghiệm này sở hữu một tính bất biến và gắn kết - tính chất mà tập các trải nghiệm, mà các ảo giác cũng nằm trong đó, không có. Như John Stuart Mill đã nói vào giữa thế kỷ 19, vật chất là "khả năng bền vững của cảm giác" (permanent possibility of sensation).

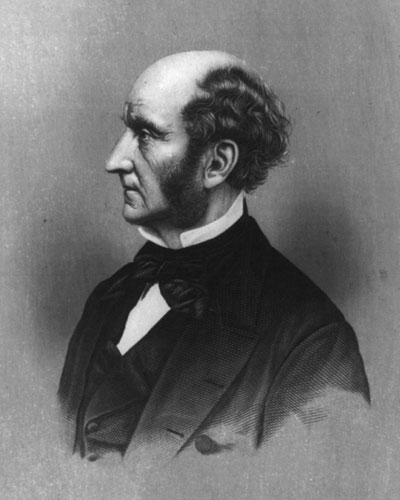
J.S. Mill

Chủ nghĩa kinh nghiệm của Mill còn đi một bước quan trọng vượt qua Hume tại một khía cạnh khác: trong khẳng định rằng quy nạp là cần thiết cho mọi tri thức có nghĩa, trong đó có toán học. D.W. Hamlin đã tóm tắt:

[Mill] cho rằng các chân lý toán học chẳng qua là các tổng quát hóa đã được khẳng định ở mức độ cao từ các trải nghiệm; Mill khẳng định rằng suy luận toán học, thường được hiểu là có bản chất suy diễn [và tiên nghiệm], có nền tảng là quy nạp. Do đó, trong triết học của Mill, không có vị trí thực sự cho các tri thức dựa trên các quan hệ của các ý niệm. Trong quan niệm của ông, các điều kiện cần về toán học và lôgic chỉ là các vấn đề tâm lý; chúng ta đơn giản là không thể nhận thức được bất cứ khả năng nào ngoài những gì mà các mệnh đề toán học và lôgic khẳng định. Đây có lẽ là phiên bản cực đoan nhất của chủ nghĩa kinh nghiệm mà ta được biết, nhưng nó chưa tìm được nhiều người ủng hộ.

Do đó chủ nghĩa kinh nghiệm của Mill cho rằng tri thức thuộc bất kỳ dạng nào đều không phải được tạo từ trải nghiệm trực tiếp mà từ một suy luận quy nạp từ trải nghiệm trực tiếp. 
Các vấn đề nảy sinh đối với các nhà triết học khác về quan điểm của Mill xoay quanh các điểm sau: 
Trước hết, hệ thống của Mill gặp khó khăn khi nó mô tả trải nghiệm trực tiếp là cái gì bằng cách chỉ phân biệt giữa các cảm giác có thực và cảm giác có thể. Điều này bỏ qua một số bài cãi quan trọng về các điều kiện để cho các "nhóm gồm các khả năng bền vững của cảm giác" có thể tồn tại. Berkeley đã đặt Chúa trời vào khe hở đó; các nhà hiện tượng luận, trong đó có Mill, về bản chất đã bỏ ngỏ câu hỏi đó mà không trả lời. Cuối cùng, thiếu một sự thừa nhận về một khía cạnh của "thực tại" mà nó vượt ra ngoài "các khả năng của cảm giác", một quan điểm như vậy dẫn đến một phiên bản của chủ nghĩa duy tâm chủ quan. Các câu hỏi như làm thế nào mà các cây cột đỡ sàn vẫn tiếp tục đỡ sàn trong khi không ai quan sát nó, làm thế nào mà cây vẫn tiếp tục sinh trưởng trong khi con người không nhìn đến hay động đến nó, v.v.. không được trả lời, và có lẽ không thể trả lời được trong hệ thống này. Thứ hai, hệ thống của Mill để ngỏ khả năng không rõ ràng rằng các "thực thể lấp chỗ trống chỉ thuần túy là các khả năng mà không hề là những gì có thực". Thứ ba, khi cho rằng toán học là chỉ là một dạng khác của suy luận quy nạp, quan điểm của Mill đã giải nghĩa sai về toán học. Quan điểm này không xét toàn diện cấu trúc và phương pháp của toán học, các sản phẩm của toán học được đạt đến qua một tập hợp suy diễn nhất quán gồm các quy trình không hề nằm trong nghĩa quy nạp, ngay cả tại thời nay hay thời của Mill.
Giai đoạn hiện tượng luận của chủ nghĩa kinh nghiệm hậu-Hume đã kết thúc vào những năm 1940, vì đến thời gian đó, người ta đã thấy rõ ràng rằng các phát biểu về các sự vật vật lý không thể được chuyển dịch thành các phát biểu về các dữ liệu giác quan thực tế và có thể. Nếu một phát biểu về một đối tượng vật lý có thể chuyển được thành một phát biểu dữ liệu giác quan, phát biểu đầu ít nhất phải suy ra được từ phát biểu sau. Nhưng người ta đã nhận ra rằng không tồn lại một tập hữu hạn gồm các phát biểu về dữ liệu cảm giác có thể và thực tế mà từ đó ta có thể suy ra thậm chỉ một phát biểu về đối tượng vật lý. Ghi nhớ rằng việc dịch và diễn đạt lại phát biểu phải được diễn đạt bằng các quan sát viên ở tình trạng bình thường trong các điều kiện quan sát bình thường. Tuy nhiên, không có một tập hợp hữu hạn gồm các phát biểu được diễn đạt theo kiểu thuần túy giác quan mà tập hợp này có thể thỏa mãn điều kiện về sự có mặt của một quan sát viên thường. Theo hiện tượng luận, để nói rằng có mặt một quan sát viên bình thường có nghĩa đặt một phát biểu giả thuyết rằng có một bác sĩ kiểm tra quan sát viên đó, và người bác sĩ thấy rằng quan sát viên đó ở tình trạng bình thường. Nhưng tất nhiên, chính người bác sĩ đó phải là một quan sát viên bình thường. Nếu ta cần chỉ rõ tình trạng bình thường của người bác sĩ này theo kiểu giác quan, ta phải viện đến một bác sĩ thứ hai, người kiểm tra các cơ quan cảm giác của bác sĩ thứ nhất, và bác sĩ thứ hai này cũng chính là một quan sát viên phải thỏa mãn điều kiện là đang ở tình trạng bình thường. Nghĩa là ta phải viện đến bác sĩ thứ ba, và cứ như vậy.

### Chủ nghĩa kinh nghiệm lôgic
Vào đầu thế kỷ 20, chủ nghĩa kinh nghiệm lôgic (còn gọi là chủ nghĩa thực chứng lôgic (logical positivism) hay chủ nghĩa chứng thực mới (neopositivism)) là một cố gắng để tổng hợp các tư tưởng cốt lỗi của chủ nghĩa kinh nghiệm Anh (ví dụ, nhấn mạnh vào trải nghiệm giác quan như là nền tảng của tri thức) với một số hiểu biết từ ngành lôgic toán học do Gottlob Frege và Ludwig Wittgenstein phát triển. Một số nhân vật quan trọng trong phong trào này là Otto Neurath, Moritz Schlick và những người còn lại của Vienna Circle, cùng với A.J. Ayer, Rudolf Carnap và Hans Reichenbach.

Các nhà thực chứng mới có chung một quan niệm rằng triết học là sự làm trong sáng về khái niệm của các phương pháp, hiểu biết và các phát kiến của khoa học.